# Syzygium petelotii
Syzygium petelotii är en myrtenväxtart som beskrevs av Elmer Drew Merrill och Lily May Perry. Syzygium petelotii ingår i släktet Syzygium och familjen myrtenväxter. Inga underarter finns listade i Catalogue of Life.